# ارتش نیجریه
ارتش نیجریه (انگلیسی: Nigerian Army) نیروی زمینی زیرمجموعه نیروهای مسلح نیجریه است، که در سال ۱۹۶۳ تأسیس شد.